# Сычёв, Александр Николаевич (Герой Российской Федерации)
Александр Николаевич Сычёв (12 августа 1984, Клетня — 9 августа 2023) — российский старший прапорщик Воздушно-десантных войск Российской Федерации, военнослужащий 45-й отдельной гвардейской бригады специального назначения ВДВ РФ, техник-радиотелефонист и оператор БПЛА. Герой Российской Федерации (2023, посмертно).

## Биография
Родился 12 августа 1984 года в посёлке Клетня Брянской области. Завершил обучение в Клетнянской средней школе № 2, выбрал профессию военного. Проходил службу в Воздушно-десантных войсках Российской Федерации, в 45-й отдельной гвардейской бригады специального назначения. Участник военной операции Российской Федерации в Республике Сирия, участник боевых действий на Северном Кавказе. Исполнил 150 прыжков с парашютом.
С февраля 2022 года принимал участие в российском вторжении на Украину. 9 августа 2023 года оказался под массовым обстрелом сил противника, получил смертельное ранение.
Указом Президента Российской Федерации (закрытым) «за мужество и героизм, проявленные при исполнении воинского долга», старшему прапорщику Сычёву Александру Николаевичу было присвоено звание «Герой Российской Федерации» (посмертно). В декабре 2023 года губернатором Московской области награда была передана семье Героя.
Был женат. Супруга Ирина — военнослужащая отряда технических средств разведки 45-й отдельной гвардейской бригады специального назначения. В семье воспитывалось четверо детей: Денис, Кирилл, Алёна и Алина.

## Память
- 1 марта 2024 года на здании Клетнянской средней школы № 2 была открыта мемориальная доска, посвящённая Сычёву[6].